# Rafael Durán (attore)
Rafael Durán, all'anagrafe Rafael Durán Espayaldo (Madrid, 15 dicembre 1911 – Siviglia, 12 febbraio 1994), è stato un attore spagnolo.

## Biografia
Dopo aver lasciato gli studi di ingegnere civile, iniziò a dedicarsi allo spettacolo, prima come ballerino, poi in teatro. Il suo debutto cinematografico è nel 1935 in Rosario la cortijera, anche se è diventato popolare con la commedia La tonta del bote, nel 1939, recitando con Josita Hernán. Il successo di questo film formò la coppia cinematografica Durán-Hernán che recitò insieme in altri sei film.
Con Alfredo Mayo fu un protagonista del cinema spagnolo negli anni '40. Appare nei classici come Eloísa está debajo de un almendro (1943); El clavo (1944), entrambi diretti da Rafel Gil ed entrambi co-protagonisti di Amparo Rivelles; Tuvo la culpa Adán (1944) e Él, ella y sus millones (1944), entrambi di Juan de Orduña; El destino se disculpa (1945), regia di José Luis Sáenz de Heredia o La vida en un hilo (1945), di Edgar Neville, con Conchita Montes.
Negli anni '50 inizia il declino della sua popolarità. Si ritira dallo schermo nel 1965. Ha recitato in Jeromín (1953), Un ángel tuvo la culpa (1959) o El Valle de las espadas (1962). 
Nel 1946 vinse il Círculo de Escritores Cinematográficos Award come miglior attore per il film La pródiga.

## Filmografia parziale
- Rosario la cortijera (1935)
- La tonta del bote (1939)
- Mosquita en palacio (1943)
- El clavo (1944)
- La pródiga (1946)
- La calumniada (1947)
- Il cavaliere della croce, regia di José Díaz Morales (1948)
- La maliarda, regia di Rafael Gil (1950)
- El gran Galeoto (1951)
- Ha desaparecido un pasajero (1953)
- Ritorno alla vita, regia di José Antonio Nieves Conde (1956)
- Il ribelle dei contrabbandieri, regia di Luis Lucia (1956)
- Fontana di Trevi, regia di Carlo Campogalliani (1960)
- I leoni di Castiglia, regia di Javier Setó (1960)
- Le avventure di Scaramouche, regia di Antonio Isasi-Isasmendi (1963)
- Currito de la Cruz (1965)
- La vida nueva de Pedrito de Andía (1965)

## Doppiatori italiani
- Riccardo Mantoni in Le avventure di Scaramouche